# Ana Maria Lombo
Ana Maria Lombo, född 8 maj 1978, är en amerikansk-colombiansk sångerska/låtskrivare och dansare och frontkvinna i Eden's Crush.
Ana Maria föddes i Medellín, Colombia. Hon växte upp i en musikalisk familj som reste över hela Latinamerika med hennes pappa Sergio Lombo, mamma Deborah Pelant och systrarna Shalom och Felicia.